# ديفيد ساندبيرغ
ديفيد ساندبيرغ (بالسويدية: David F. Sandberg)‏ هو منتج إعلامي سويدي من مواليد سنة 1981 إشتهر بإخراج الأفلام القصيرة من نوعية الرعب والغموض وله قناة على اليوتيوب بعنوان "ponysmasher" و هو متزوج من Lotta Losten و قد أخرج أول فيلم طويل له يدعى إطفاء الأنوار سنة 2016 وهو اقتباس من فيلمه القصير بنفس الاسم والذي أنتج سنة 2013.

## وصلات خارجية
- ديفيد ساندبيرغ على موقع IMDb (الإنجليزية)
- ديفيد ساندبيرغ على موقع ألو سيني (الفرنسية)
- ديفيد ساندبيرغ على موقع أول موفي (الإنجليزية)
- ديفيد ساندبيرغ على موقع بوكس أوفيس موجو (الإنجليزية)
- ديفيد ساندبيرغ على موقع قاعدة بيانات الأفلام السويدية (السويدية)
- ديفيد ساندبيرغ على موقع قاعدة بيانات الفيلم (الإنجليزية)
- ديفيد ساندبيرغ على موقع كينوبويسك (الروسية)